# Friedrich Kekulé
Friedrich August Kekulé von Stradonitz (Darmstadt, 7 september 1829 – Bonn, 13 juli 1896) was een Duits chemicus. Hij is vooral bekend door zijn ontdekking van de benzeenring.

## Biografie
August Kekulé werd geboren in Darmstadt in het groothertogdom Hessen en stamde uit een oude Boheemse adellijke familie. Zijn vader Ludwig Carl Emil Kekulé was adviseur van de groothertog.
In 1849 begon Kekulé zijn studies in de natuurwetenschappen. In 1856 werd hij docent en vervolgens was hij hoogleraar in Gent van 1858 tot 1865 en in Bonn. In 1885 kreeg hij de Copley Medal. Zijn interesse ging vooral uit naar koolwaterstoffen en benzeen in het bijzonder. Voor de structuur van benzeen ontwikkelde hij de ringstructuurtheorie en valenties. In 1857 stelde Kekulé dat koolstof tetravalent ofwel 4-waardig is. Hij beweerde dat zijn ontdekking van de benzeenring te danken was aan een droom waarin hij een slang in zijn eigen staart zag bijten.
- Bibsys: 90252469
- Bibliothèque nationale de France: cb125600832 (data)
- Biografisch Portaal: 12843738
- Catàleg d'autoritats de noms i títols de Catalunya: 981058515359806706
- CiNii: DA10635202
- Gemeinsame Normdatei: 118561022
- International Standard Name Identifier: 0000 0001 2320 9868
- Library of Congress Control Number: n81075848
- Mathematics Genealogy Project: 158751
- Bibliotheek van het Japanse parlement: 00620918
- Nationale Bibliotheek van Tsjechië: xx0245417
- Nationale bibliotheek van Australië: 36225167
- Nationale Bibliotheek van Israël: 987007263743605171
- Nationale Bibliotheek van Polen: a0000002504440
- Nederlandse Thesaurus van Auteursnamen: 100420834
- Réseau des bibliothèques de Suisse occidentale: 02-A003447373
- LIBRIS: 193183
- SNAC: w65q50qx
- Système universitaire de documentation: 033951039
- Trove: 1232645
- Virtual International Authority File: 69046281
- WorldCat: E39PBJvhvrFtFCGk4TRwXqGmBP